# Initiative populaire « Droit de recours des organisations : Assez d'obstructionnisme - Plus de croissance pour la Suisse ! »
L'initiative populaire  « Droit de recours des organisations : Assez d'obstructionnisme - Plus de croissance pour la Suisse ! » est une initiative populaire suisse, rejetée par le peuple et les cantons le 30 novembre 2008.

## Contenu
L'initiative propose d'ajouter un article 30a à la Constitution fédérale pour exclure le recours des organisations contre les actes législatifs qui se fondent sur une votation ou pris par un parlement (fédéral ou cantonal) dans le domaine de la protection de l'environnement et de l'aménagement du territoire.
Le texte complet de l'initiative peut être consulté sur le site de la Chancellerie fédérale.

## Déroulement

### Contexte historique
Selon l'article 12 de la loi sur la protection de la nature et du paysage, les organisations de défense de l'environnement d'importance nationale et à but non lucratif ont le droit de faire recours contre toutes les décisions d'application du droit fédéral « qui ont des répercussions sur la nature ou le paysage ». Ce droit a été introduit dans la loi afin d'assurer la mise en œuvre correcte de la législation sur la protection de la nature dont une juridiction indépendante est garante.
Cependant, dès son instauration, ce droit de recours est violemment attaqué et fait l'objet de nombreuses critiques, parmi lesquels l'utilisation abusif de ce droit pour empêcher ou retarder la réalisation de grands projets et d'en augmenter le coût ou le fait que ces organisations privées se retrouvent à assumer des tâches normalement dédiées aux autorités ou au peuple. Dans cette optique, le député Hans Hofmann dépose une initiative parlementaire le 19 février 2002 dans laquelle il demande de préciser le droit de recours « afin de mettre un frein à sa tendance insidieuse à s'étendre » ; en réponse à cette initiative, une modification de la loi allant dans le sens d'une limitation du droit de recours et d'une précision de ces modalités est votée par le parlement le 20 décembre 2006.
Alors que la modification de la loi doit entrer en vigueur au début de l'année 2007, c'est le recours déposé par une organisation écologiste contre la construction d'un nouveau stade du Hardturm à Zurich qui est à l'origine de cette initiative. Dans leur arguments, le comité d'initiative met en avant le retard pris dans de nombreux projets de construction à la suite de recours déposés non par des personnes physiques directement concernées par ces projets, mais par des associations de protection de l'environnement pour des raisons « purement idéologiques »

### Récolte des signatures et dépôt de l'initiative
La récolte des 100 000 signatures nécessaires a débuté le 16 novembre 2004. Le 11 mai 2006, l'initiative a été déposée à la chancellerie fédérale qui l'a déclarée valide le 1er juin.

### Discussions et recommandations des autorités
Après s'être, dans un premier temps, prononcé contre cette initiative, le Conseil fédéral finit par adresser un message dans lequel il recommande de l'accepter car elle complète, selon lui, les mesures qui ont été prises dans le cadre de l'initiative parlementaire Hofmann et qui, selon lui, ne vont pas assez loin. De son côté, le parlement recommande le rejet de cette initiative ; comme le précise la loi sur les droits politiques dans ce cas de figure, le Conseil fédéral doit revoir sa position et se rallier à la décision du Parlement.
Les recommandations de vote des partis politiques sont les suivantes : 
| Parti politique              | Recommandation |
| ---------------------------- | -------------- |
| Parti bourgeois-démocratique | oui            |
| Parti chrétien-social        | non            |
| Parti démocrate-chrétien     | non            |
| Parti évangélique            | non            |
| Parti libéral                | oui            |
| Parti radical-démocratique   | oui            |
| Parti socialiste             | non            |
| Vert'libéraux                | non            |
| Union démocratique du centre | oui            |
| Union démocratique fédérale  | oui            |
| Les Verts                    | non            |

### Votation
Soumise à la votation le 30 novembre 2008, l'initiative est refusée par la totalité des 20 6/2 cantons et par 66,0 % des suffrages exprimés. Le tableau ci-dessous détaille les résultats par cantons :